# 世孫
世孫，是大明王朝親王及朝鮮王朝王位繼承人的一種，通稱王世孫，與王世子、王世弟、王世曾孫等，都是國王正式繼承人的封號。朝鮮王朝裡尊稱閣下（韓語：각하），但如果在世子缺位的情況下則被尊稱邸下（韓語：저하）。此一繼承人通常是世子的嫡子，多數在世子還健在的情況下冊封元孫為世孫；但是也有少數在世子被廢黜的情況之下，仍然保持著世孫的例子，如朝鮮英祖的世孫朝鮮正祖。

## 王世孫列表
| 姓名   | 稱號                     | 父親     | 出生           | 即位          | 去位                   | 逝世               | 王世孫嬪   |
| ------ | ------------------------ | -------- | -------------- | ------------- | ---------------------- | ------------------ | ---------- |
| 李弘暐 | 王世孫→王世子→朝鮮端宗   | 朝鮮文宗 | 1441年8月9日   | 1448年        | 1450年 成为世子        | 1457年             | －         |
| 李棩   | 王世孫→王世子→朝鮮顯宗   | 朝鮮孝宗 | 1641年3月14日  | 1645年        | 1649年 成为世子        | 1674年9月17日      | －         |
| 李琔   | 王世孫→懿昭世孫→懿昭世子 | 朝鮮莊宗 | 1750年9月27日  | 1751年5月13日 | 1752年4月17日 病逝     | 1752年4月17日 病逝 | －         |
| 李祘   | 王世孫→朝鮮正祖          | 朝鮮莊宗 | 1752年10月28日 | 1759年        | 1776年4月27日 成为國王 | 1800年8月18日      | 世孫嬪金氏 |
| 李奐   | 王世孫→朝鮮憲宗          | 朝鮮翼宗 | 1827年9月8日   | 1827年        | 1834年 成为國王        | 1849年7月25日      | －         |